# 武満国雄

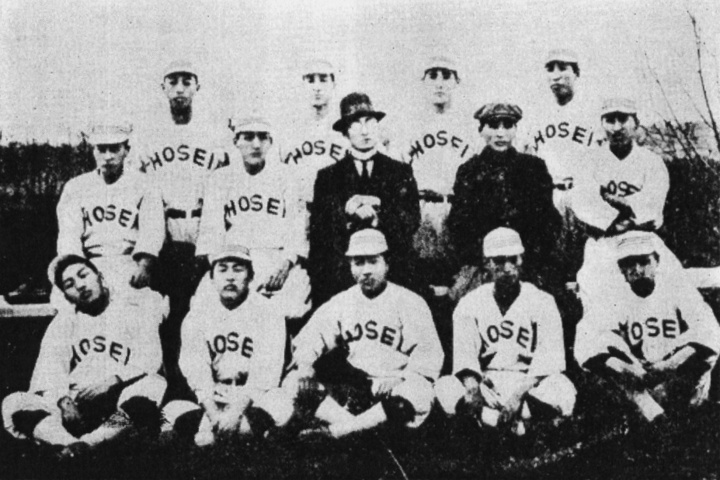
草創期の法政大学野球部
（1916年。後列左端が武満国雄）

武満 国雄（たけみつ くにお、1892年（明治25年）2月23日-1942年（昭和17年）7月15日）は、大正時代の野球選手・学生野球指導者。

## 経歴
鹿児島県薩摩郡川内町生まれ。1914年（大正3年）法政大学に入学。法大野球部草創期の主力選手で、ポジションはサードまたはライト。1922年（大正11年）12月から1925年（大正14年）5月まで法大野球部監督。同年6月から1927年（昭和2年）10月まで明治神宮外苑野球場建設委員常任幹事。同年10月から1938年（昭和13年）4月まで明治神宮外苑管理署野球場主任。同年5月から財団法人武蔵野カントリークラブ支配人を務めた。1942年（昭和17年）7月15日死去。
法大監督としては好成績を残せなかったが、内海弘蔵（明大野球部長）・飛田穂洲（早大監督）とともに1906年（明治39年）から中断していた早慶戦復活のために尽力し、日本の学生野球発展の礎を築いた。